# Tiergartenbrücke (Breslau)
Die Tiergartenbrücke (poln. most Zwierzyniecki), ehemals Paßbrücke, ist eine denkmalgeschützte Straßenbrücke über die Alte Oder in Breslau.

## Geschichte

### Vorgängerbrücken
In der frühen Neuzeit stellte die jetzige Alte Oder den Hauptstrom der Oder, der in der Gegend von Scheitnig südwärts floss, so dass sich die Dörfer Grüneiche und Bischofswalde am linken Oderufer befanden. Nachdem ein Durchstich der Oder südlich der beiden Dörfer geschaffen wurde, errichtete man über den nunmehr seitlichen Oderarm zwischen Grüneiche und Scheitnig eine hölzerne Brücke, die zum ersten Mal 1655 urkundlich bezeugt ist. Diese Scheitniger Brücke wurde alsbald Paßbrücke genannt, als man an ihrem Brückenkopf 1704 aus sanitären Gründen einen Wachposten einrichtete. Zuletzt bestand im 19. Jahrhundert eine hölzerne Hängewerkbrücke mit einem Zwischenpfeiler, zwei Öffnungen mit je 16,25 m sowie einer ca. 5 m breiten Fahrbahn und seitlichen Bürgersteigen mit je 1,5 m Breite. Da man inzwischen auf den Grüneicher Wiesen den Zoo, die Pferderennbahn sowie zahlreiche Stadtvillen erbaut hatte, war die Brücke stark durch den Verkehr der wachsenden Stadt belastet.

### Neubau 1895–1897

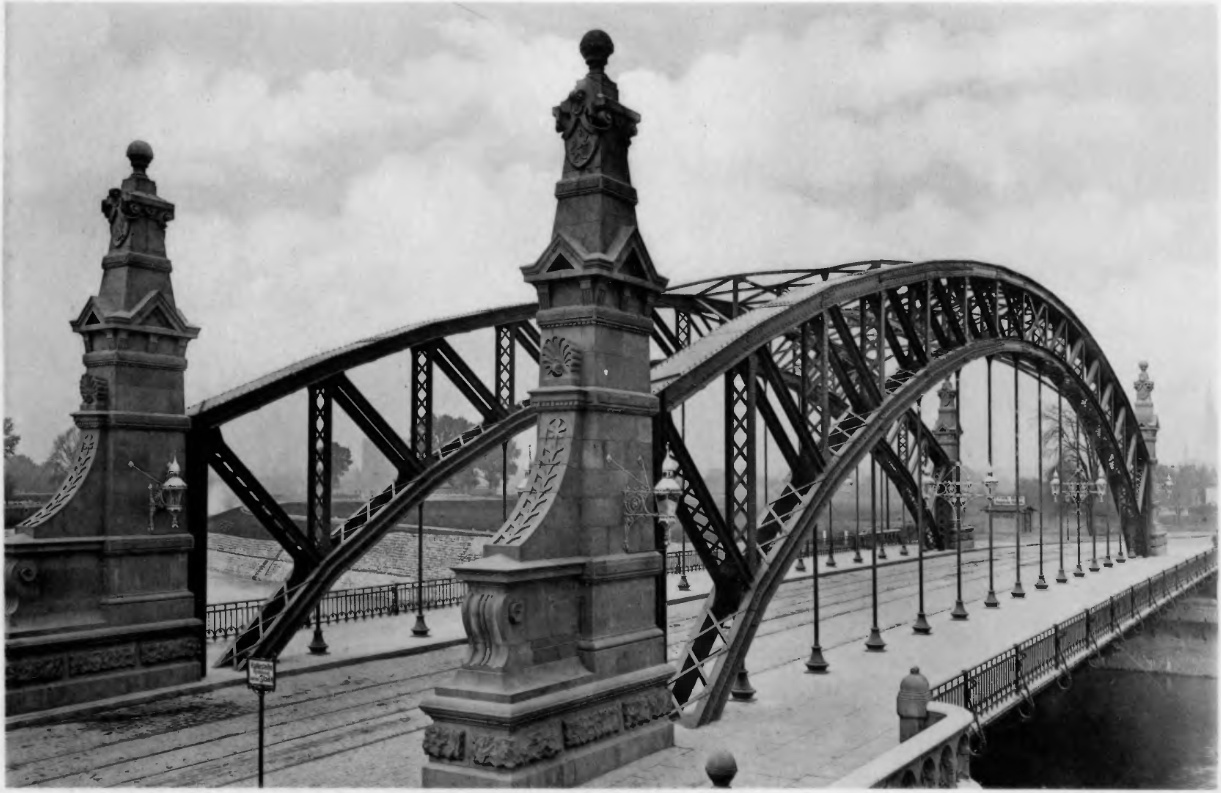
Paßbrücke (1901, Fotograf Eduard van Delden)

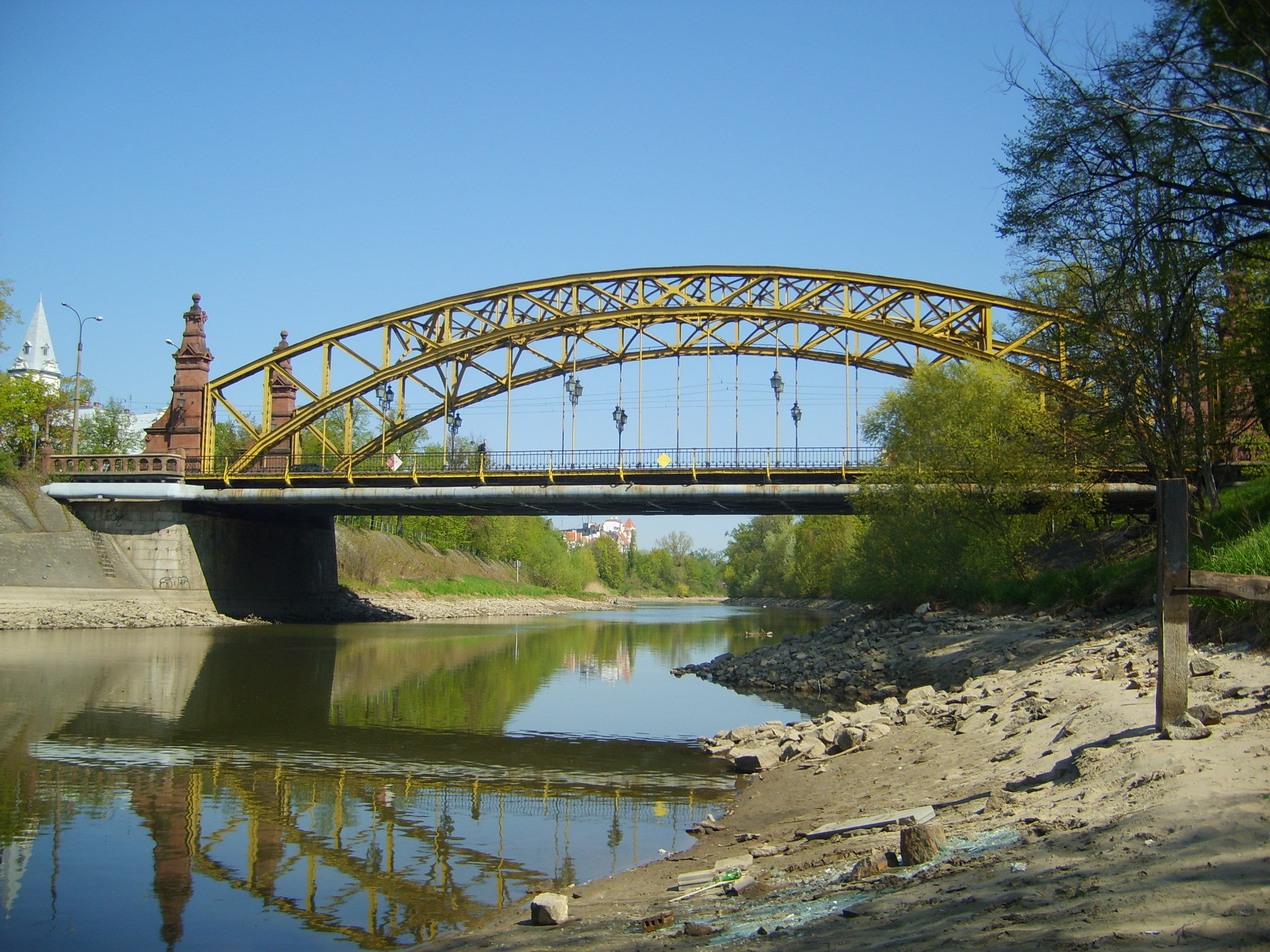
Tiergartenbrücke (Südseite)

Während des Ausbaus der Alten Oder zum Schifffahrtsweg, auf dem die Schleppzüge die Altstadt und die Hafenanlagen umfahren konnten, musste die Brücke zur Schaffung der erforderlichen lichten Breite und Höhe ersetzt werden. Aus diesem Grund wählte man eine Brücke ohne Zwischenpfeiler, deren Konstruktion oberhalb der Fahrbahn angeordnet war. Um den Standort der Brücke freizumachen und dennoch den Straßen- und Straßenbahnverkehr gewähren zu können, wurde der gesamte alte Oberbau in einem spektakulären Vorgang auf provisorische Pfeiler um einige Meter flussabwärts verschoben und mit provisorischen Anschluss-Fahrbahnen versehen. Die neue Brücke konnte so in der endgültigen Position in der Achse der Thiergartenstraße und der Grüneicher Chaussee erbaut werden.
Da es sich um eine vornehme Gegend handelte, fassten Stadtbaurat Richard Plüddemann und Magistratsbaumeister Karl Klimm die Bogenbinder der neuen Brücke in neubarocke Schmuckformen ein. An einem der Pylone wurde eine Bronzetafel mit dem nachfolgenden Text angebracht:

„Hoͤlzern ruht' ich Jahrhunderte lang
uͤber traͤgem Gewaͤsser
Jetzt aus Eisen und Stein schmuͤck'
ich den schiffbaren Strom.“

Während des Zweiten Weltkriegs oder noch kurz nach seinem Ende wurde die Tafel eingeschmolzen. Sie wurde 2024 im Rahmen der allgemeinen Renovierung der Brücke restauriert.
Wegen der weiteren Entwicklung der Gegend um Grüneiche, insbesondere des Messegeländes um die bereits 1913 eröffnete Jahrhunderthalle, wurde für das Jahr 1942 ein breiterer Neubau aus Stahlbeton konzipiert, doch verhinderte der Krieg die Ausführung dieser Pläne. So blieb die im Krieg unbeschädigte Paßbrücke bis heute erhalten.
In den Jahren 1910, 1961, 1988 und 2024 fanden größere Instandsetzungsarbeiten an der Brücke statt. Nach dem Krieg wurde der Name auf most Zwierzyniecki, d. h. Tiergartenbrücke, geändert. Am 15. Oktober 1976 wurde sie als Einzel-Baudenkmal mit der Nr. A/1646/334/Wm in die Denkmalliste eingetragen.

## Beschreibung
Die Tiergartenbrücke liegt im Stadtbezirk Śródmieście (Innenstadt) und verbindet die Straße ulica Marii Curie-Skłodowskiej am linken Ufer der Alten Oder mit der Straßengabelung der ulica Zygmunta Wróblewskiego und der ulica Adama Mickiewicza am rechten Ufer. Sie ist eine Fachwerk-Bogenbrücke aus Stahl mit abgehängter Fahrbahn. Die Fahrbahn lagert auf Querträgern, die an den gelenkig befestigten Zugstäben aufgehängt sind und an den Außenseiten der beiden Bögen auch die Bürgersteige tragen. Es handelt sich um einen „unechten Bogen“, da die Fußpunkte mit Zugankern unterhalb der Fahrbahn verbunden sind. Die beiden Fachwerkbögen sind im oberen Bereich mit diagonal verlaufenden Streben verbunden, die während der Instandsetzung im Jahr 1910 verstärkt wurden. Die beiden Widerlager sind aus Granit gemauert und ruhen auf gemauerten, mit Beton verfüllten Brunnenschächten. Diese reichen bis auf die tragfähigen Kiesschichten ca. 6 m unterhalb der Flusssohle herab. In der asphaltierten Fahrbahn verlaufen zwei Straßenbahngleise.
Über den Widerlagern erheben sich die neobarocken Pylone aus Buntsandstein, die als architektonische Einfassung der Stahlfachwerkbögen dienen und selbst keine statische Funktion haben. Sie sind aus dem Formenrepertoire des Barocks bzw. Manierismus entwickelt, mit massiven Voluten als jeweils einleitendem Element. Die Stabgeländer aus Gusseisen sind mit volutenförmigen Pfosten verziert. An den Widerlagern sind die halbrunden Öffnungen in den Brüstungen aus Buntsandstein mit gusseisernen Gittern versehen.